# دختر تاکاسوئه
دختر سوگاوارا نو تاکاسوئه (به ژاپنی: 菅原孝標女); ۱ ژانویهٔ ۱۰۰۸ – ۱ ژانویهٔ ۱۰۵۹) یک زن اشرافی، شاعر و نویسنده ژاپنی بود که بیشتر به خاطر نوشتن کتاب خاطرات سفرنامه ساراشینا نیکی، دوره هی‌آن که زندگی و سفرهای او از سال‌های نوجوانی تا پنجاه سالگی را ثبت می‌کرد، شهرت دارد.